# 2010年1月澳门

## 1月31日
- 根據舊區重整諮詢委員會公布的「下環街區居民現狀調查研究」報告，多數受訪者認為重整應保存下環街原有特色。澳門電台（页面存档备份，存于）
- 新澳門學社向交通事務局遞交《陸路整體交通運輸政策構想意見書》，指交通規劃應服膺於城市規劃。澳門電台（页面存档备份，存于）
- 土地工務運輸局向四幅佔用路環政府土地的佔用人發出最後決定通知，倘在期限內不騰空土地歸還特區政府，政府將展開清遷行動。澳門電台（页面存档备份，存于）

## 1月30日
- 澳門公共衛生學會會長湯家耀承認，香港接連出現孕婦接種甲型H1N1流感疫苗後流產個案，對本澳的接種工作造成一定影響。澳門電台（页面存档备份，存于）

## 1月29日
- 特區政府宣佈自2010/211學年起調整免費教育津貼及學費津貼金額。兩項津貼調升後，政府開支將增加9,680萬元。澳門電台（页面存档备份，存于）
- 統計局資料顯示，本澳09年汽車總數為18.9萬多架，其中電單車總數超過10.2萬架，輕型私家車7.3萬多架。澳門電台（页面存档备份，存于）
- 中國著名教育家、書法家、詩人、社會活動家、愛國僑領、澳門歸僑總會及澳門福建同鄉會創會會長、澳門福建學校始創人梁雪予去世，享壽一百零八歲。澳門日報

## 1月28日
- 司警局局長黃少澤表示，已向政府提出設立「網絡罪案調查處」。澳門日報

## 1月27日
- 衛生局已完成恭碩良襲擊山頂醫院醫生案的內部調查，並透過檢察院追究事件責任。 澳門電台（页面存档备份，存于）
- 構建節水型工作小組計劃重新使用路環九澳水庫和黑沙水庫，以增加儲水量。澳門電台（页面存档备份，存于）

## 1月26日
- 民政總署文化康體部部長、畫家吳衛鳴證實，將調任文化局局長。澳門電台（页面存档备份，存于）
- 2008年「差佬文」被殺一案開審。澳門電台（页面存档备份，存于）
- 一名前司警在司警局前以攜帶的電油淋滿全身，十多名司警隨即把這名男子制服，帶入司警局內。司警目前正了解這名男子動機，並將以觸犯公共危險罪提出起訴。澳門電台（页面存档备份，存于）澳門電台（页面存档备份，存于）

## 1月25日
- 澳門科學館正式對外開放。澳門電台（页面存档备份，存于）

## 1月23日
- 衛生局副局長陳惟蒨表示，打算把下環衛生中心遷至原下環臨時街市。澳門電台（页面存档备份，存于）
- 新澳門學社舉辦「八十後」現象分享會。澳門日報
- 一名消防員早上於黑沙灣消防局，持刀要求會見局方高級官員，兩小時後被送院檢查。澳門電台（页面存档备份，存于）

## 1月22日
- 司警偵破上週越南漢被殺案，拘捕7名越南疑兇，並揭發一個大規模聘請越南黑工的廢料回收場。另一名嫌犯潛逃至內地時遇溺身亡。澳門電台（页面存档备份，存于）

## 1月21日
- 一名涉及本月13日賣淫案的男子在拒絕警方搜查三天後被發現在單位內自縊身亡。現代澳門日報[]

## 1月20日
- 本澳發生兩宗一氧化碳中毒事件，共三名內地人送院。澳門電台（页面存档备份，存于）
- 《華爾街日報》及傳統基金會發表本年全球經濟自由度指數，本澳在全球179個經濟體中，名列20。華僑報（页面存档备份，存于）

## 1月19日
- 經濟財政司司長譚伯源表示，去年博彩業收入達1200億澳門元。華僑報（页面存档备份，存于）
- 六家公共天線公司召開記者會，提出要求政府制定電視傳播法律法規，並有信心和決心，與有線公司尋求可行方案，達至有線、公天、市民三贏局面。華僑報（页面存档备份，存于）

## 1月18日
- 衛生局證實澳門三育中學幼稚園本月14日有8人患上甲型H1N1流感而須停課的事。澳門電台（页面存档备份，存于）
- 首期「澳門基本法高級研討班」開課，學員有160名中高級公務員。澳門電台（页面存档备份，存于）
- 由於廣東電網電費以及原油價格上升影響，澳電宣佈澳門整體電費將於本月開始上調。澳門電台（页面存档备份，存于）
- 一名十四歲男童涉嫌性侵兩名妹妹，被移送檢察院偵辦，並被送到少年感化院觀察二十天。澳門日報

## 1月17日
- 澳門明愛籌得15萬澳門幣款項援助海地地震，將經國際明愛交到災民手中。澳門電台（页面存档备份，存于）
- 立法議員何潤生提出書面質詢，認為政府應檢討澳門行政區域劃分方法。澳門電台（页面存档备份，存于）

## 1月16日
- 位於羅理基博士大馬路的中聯辦新大樓啟用。澳門電台（页面存档备份，存于）
- 過百名市民赴港進行血液測試，嘗試為賽車手安德烈·高度患有白血病的兒子尋找合適骨髓。澳門電台（页面存档备份，存于）
- 衛生局副局長陳惟蒨表示，至今本澳有8萬7千多人接種了甲型H1N1流感疫苗。澳門電台（页面存档备份，存于）
- 交通事務局宣佈月底在西灣大橋上層橋面設摩托車車道。澳門電台（页面存档备份，存于）

## 1月15日
- 澳大公佈零九年澳門互聯網使用現狀報告。截至去年十二月底，本澳有超過36.5萬名網民，互聯網普及率升至70%。澳門電台（页面存档备份，存于）
- 經濟財政司司長譚伯源承認政府透過工商發展基金，向非凡航空貸款近2億元支持其營運。澳門電台（页面存档备份，存于）
- 國家質檢總局與澳門社會文化司簽署關於出入境衛生檢疫合作安排協議。澳門電台（页面存档备份，存于）
- 澳門出現日偏食。澳門電台（页面存档备份，存于）

## 1月14日
- 海關查獲接近三公噸走私大米。澳門電台（页面存档备份，存于）

## 1月13日
- 一名男子及五名女子因涉及操控賣淫被捕。澳門電台（页面存档备份，存于）
- 立法議員陳明金及吳在權位於慕拉士前地南澳花園地下的第六個議員服務處啓用。澳門電台（页面存档备份，存于）
- 司法警察局局長黃少澤回應昨日在路氹城發現男屍一事時，認為事件並非是刻意挑戰警方。澳門電台（页面存档备份，存于）
- 物業管理商會會長劉藝良承認現時管理員行業薪酬較低。他建議行業尋求共識，規範行業薪酬標準。澳門電台（页面存档备份，存于）

## 1月12日
- 一名正在候審的韓國男子的屍首被發現以繩索懸吊在路氹連貫公路停車場內的樹上。司警已循兇殺案展開調查。 澳門電台（页面存档备份，存于）
- 香港入境處證實，自去年九月至十一月間，最少有卅四人乘澳門船到港提出酷刑聲請。東方日報（页面存档备份，存于）

## 1月11日
- 直至當天為止，警方拘捕了八名與昨天黃的司機遇襲案有關的青少年。華僑報（页面存档备份，存于）
- 一名越南男子在美副將大馬路近一廢紙廠時，懷疑被三至四名男子襲擊，腹部受重傷送院，延至翌日凌晨3時不治。華僑報（页面存档备份，存于）澳門電台（页面存档备份，存于）

## 1月9日
- 一名女子涉嫌在網上冒充男性詐騙另一名女子十八萬元被捕，當日移送檢察院。華僑報（页面存档备份，存于）
- 一名黃的司機當天凌晨被兩名青少年襲擊受重傷。華僑報（页面存档备份，存于）
- 行政長官批示，將可持續發展策略研究中心的存續期延長一年至本年12月20日。政府公報（页面存档备份，存于）

## 1月8日
- 新寶花園及信達廣場小業主召開記者會，希望政府可以將行車天橋改為地下行車隧道。當局重申聽取居民意見後，已調整天僑於信達廣場落腳點的位置，並期望工程在首季完成。澳門電台（页面存档备份，存于）澳門電台（页面存档备份，存于）
- 行政長官辦公室主任譚俊榮對新澳門學社三名議員無法與行政長官崔世安會面一事回應時表示，行政長官樂意與學社溝通，會主動聯絡學社，商討會面時間。澳門電台（页面存档备份，存于）
- 來自澳門大學以及美國內華達大學雷諾分校的學者分別表示海南島開發體育彩票並不會影響澳門。澳門電台（页面存档备份，存于）澳門日報

## 1月7日
- 衛生局發表聲明指，一名注射完甲型H1N1流感疫苗兩天後死亡的長者，其死因為高血壓、糖尿病導致心臟病和心力衰竭發作。新聞局（页面存档备份，存于）
- 信德中旅、粵通、珠江客運、巨龍船務、金光渡輪獲海上客運准照。澳門電台（页面存档备份，存于）
- 政府回覆立法議員區錦新書面質詢時表示政府貸款予非凡航空乃經多方考慮，會密切留意和監管相關的營運狀況。澳門電台（页面存档备份，存于）
- 澳門工會聯合總會負責人拜訪行政長官崔世安；而新澳門學社三名立法議員於同一天來見行政長官並未獲得接見。澳門電台（页面存档备份，存于）澳門電台（页面存档备份，存于）
- 澳門國際機場專營股份有限公司召開董事局會議和股東大會。由何超瓊代替何鴻燊任澳娛代表；新任董事包括何超鳳和徐偉坤。澳門電台（页面存档备份，存于）

## 1月6日
- 立法會全體大會一般性通過《禁止經營非法旅館》及《社會保障制度》法案。澳門電台（页面存档备份，存于）澳門電台（页面存档备份，存于）

## 1月5日
- 立法會全體大會在出席的二十五名議員全部贊成的情況下，一般性通過《預防及控制吸煙制度》法案。澳門電台（页面存档备份，存于）
- 行政長官崔世安在會見社會人士時表示，將研究設立高官財產申報機制，並考慮公眾日後可查閱主要官員的財產申報資料，並透露政府將修訂廉署組織法。稍後亦表示會設立新聞發言人。澳門電台（页面存档备份，存于）澳門電台（页面存档备份，存于）
- 澳廣視在回覆立法議員吳在權質詢時表示，在得到立法會同意後，將直播立法會全體會議。澳門電台（页面存档备份，存于）
- 澳巴就巴士競投的上訴不獲行政長官接納，意味十月以後將不再經營巴士服務。澳門電台（页面存档备份，存于）

## 1月4日
- 房屋局局長譚光民就職，表示會爭取2012年前分階段達成一萬九千個公屋單位的目標。華僑報（页面存档备份，存于）
- 澳門大學經濟學系根據「澳門宏觀經濟模型」預測，今年本地生產總值預計將增長百分之九點二。華僑報（页面存档备份，存于）
- 兩個醫界團體譴責恭碩良襲擊山頂醫生一事，並將協助受傷醫生追究法律責任。華僑報（页面存档备份，存于）
- 一名泰國男子在雀仔園被同鄉持刀襲擊受傷。行兇者事後逃去。華僑報（页面存档备份，存于）

## 1月3日
- 行政長官崔世安接受甲型H1N1流感疫苗注射。澳門電台（页面存档备份，存于）

- 新澳門學社到政府總部遞信，促請特區政府今年內就政制發展正式統籌全民諮詢。澳門電台（页面存档备份，存于）

## 1月2日
- 歌手恭碩良在山頂醫院襲擊一名主診醫生。澳門公立醫院醫生協會代表及議員李從正指責有關行為粗暴。文匯報

## 1月1日
- 特區政府即日起停止各入境口岸的健康申報措施。澳門電台（页面存档备份，存于）